# Caffropyrrhyllis fuscoclypeata
Caffropyrrhyllis fuscoclypeata är en insektsart som beskrevs av Ronald Gordon Fennah 1967. Caffropyrrhyllis fuscoclypeata ingår i släktet Caffropyrrhyllis och familjen vedstritar. Inga underarter finns listade i Catalogue of Life.